# Фокс Малдер
Фокс Уильям Малдер (англ. Fox William Mulder; 13 октября 1961) — персонаж телесериала «Секретные материалы», специальный агент ФБР. Его роль исполнил актёр Дэвид Духовны. Основные цели Малдера в жизни — найти свою младшую сестру Саманту, пропавшую в раннем детстве, и раскрыть правительственный заговор по сокрытию фактов контакта с инопланетными цивилизациями. Вместе с напарницей Даной Скалли работал в специальном отделе ФБР «Секретные материалы», который занимается делами, связанными с разного рода паранормальными явлениями.

## Биография

### Детство и юность
Фокс Малдер родился 13 октября 1961 года в семье американцев голландского происхождения Билла и Тины Малдер (девичья фамилия Куйперс), вероятно, в Массачусетсе. У него есть младшая сестра Саманта Малдер, родившаяся 22 января 1964 года. Малдеры жили в Чилмарке, Вайн стрит 2790.
В возрасте 11 месяцев произнёс своё первое слово, это было слово JFK (аббревиатура имени Джон Фицджеральд Кеннеди). Вырос в Чилмарке, штат Массачусетс. В детстве был активным ребёнком, много играл в бейсбол и лазал по деревьям. Однажды на дереве столкнулся нос к носу с богомолом, что его сильно напугало и породило стойкую неприязнь к насекомым. Интересовался фантастикой, в детстве переодевался Мистером Споком из «Звёздного пути». Будучи подростком, искал камни, смотрел любимый телесериал «Чародей». Также Малдер был очарован космосом. Несмотря на то, что он говорил, что никогда не хотел стать астронавтом, он был очень рад во время одного из своих расследований познакомиться с одним из экс-астронавтов и понаблюдать из центра управления за запуском шаттла.
27 ноября 1973 года его сестра Саманта таинственно исчезла из дома Малдеров в Чилмарке. Это событие стало тяжёлым ударом для всей семьи, особенно для Фокса. Расследование исчезновения не дало никаких результатов. Вскоре родители Малдера развелись.
Воспоминания Малдера об этом событии весьма расплывчаты и недостоверны. В пилотном эпизоде Малдер рассказывает Скалли, что «однажды ночью она просто исчезла из своей кровати». В эпизоде «Маленькие зелёные человечки» показан сон (или воспоминания) Малдера, где он и Саманта играют в настольную игру и смотрят телевизор, пока их родители гостят у соседей. Внезапно комнату заливает яркий свет и застывший в шоке Фокс наблюдает, как Саманта поднимается в воздух и выплывает в окно, к неясным фигурам, очертания которых скрывает яркий свет.
Развёрнутые воспоминания об этом событии были раскрыты в состоянии регрессивного гипноза, под руководством гипнотерапевта доктора Хайца Вербера в 1989 году (эпизод «Закрытие»). В эпизодах «Пациент X» и «Красное и чёрное» Малдер сомневается в достоверности своих воспоминаний, подозревая, что всё это было не более чем спектаклем.

### Образование и карьера до работы в «Секретных материалах»
В 1983 году окончил Оксфорд с отличием, где изучал психологию. 24 октября 1986 года окончил Академию ФБР в Квантико (штат Виргиния). Во время обучения Малдер начал работать над составлением психопрофилей в Отделе изучения человеческого поведения под началом агента Билла Патерсона. В это же время он написал монографию о серийных убийцах и оккультизме, благодаря которой стало возможным поймать серийного убийцу Монти Пропса в 1988 году. Всё это в сочетании с успешными арестами таких опасных преступников, как Джон Роше и Лютер Ли Боггс, сделало Малдера чем-то вроде легенды внутри ФБР.
Также Малдер работал в Центре по изучению насильственных преступлений под руководством агента Реджи Пердью. Возможно, в течение некоторого времени он работал одновременно и психоаналитиком, и полевым агентом. Во время первого задания один из агентов погиб в перестрелке с подозреваемым. Малдер позднее винил себя за то, что строго придерживался правил и инструкций ФБР, тогда как нарушив их, он мог бы предотвратить смерть своего коллеги (эпизод «Юный сердцем»). В дальнейшем Малдер постоянно пренебрегал различными правилами ФБР. Его напарником в то время был Джерри Ламана, чья некомпетентность и самовлюблённость привели однажды к утере важных улик и нанесению тяжёлых увечий федеральному судье (эпизод «Дух в машине»).
Таким образом, Малдер рано проявил себя талантливым человеком и выдающимся агентом ФБР. В Бюро на него обращали внимание ещё когда он учился в академии, говорили, что он всегда «на три шага впереди остальных». В пилотном эпизоде Дана Скалли говорит, что знакома с блестящей репутацией Малдера. Прозвище «Чудик» он заработал ещё в академии от сокурсников за веру в паранормальные явления.

## Работа в отделе «Секретных материалов»

### Открытие отдела
В мае 1989 года Малдер подвергся воздействию экспериментального наркотика, что повлекло за собой галлюцинации и приступ паранойи. Он бредил о пришельцах и заговорах. Примерно в это же время он знакомится с такими же параноиками, но уже из сферы журналистики — Одинокими Стрелками. Месяцем позже Малдер прошёл сеанс регрессивного гипноза в попытке вспомнить, что же случилось в ночь исчезновения Саманты. После этого интерес Малдера к паранормальному стал поистине фанатическим.
Он продолжил работу в департаменте насильственных преступлений, занимаясь паранормальными явлениями в свободное время. В 1990 году от бывшего агента ФБР Артура Дэйлса он узнал о существовании секретного архива ФБР, в котором собраны дела, не поддающиеся рациональному объяснению в рамках официальной науки. В 1991 году он добился разрешения создать отдел «Секретных материалов» и вместе с агентом Дианой Фоули приступил к работе над делами о паранормальных явлениях. Однако её быстро перевели, и некоторое время Малдер работал в одиночку. Впрочем, несколькими месяцами позже, в марте 1992 года, руководство ФБР предложило Дане Скалли стать напарником Малдера в работе над «Секретными материалами» и, используя свою научную подготовку, оценить его деятельность.

### Оригинальный сериал

#### 1—7 сезоны
Окончательной целью Малдера было раскрыть правительственный заговор по сокрытию существования инопланетной жизни и узнать, что же случилось с его пропавшей сестрой. Его страсть и вера в существование пришельцев стали движущей силой сюжета и основой для мифологии сериала. Впрочем, после того как Скалли излечилась от рака, Малдер какое-то время полагал, что пришельцев не существует, и всё это сфабриковано заговорщиками в качестве дымовой завесы для своих тайных игр.
Офис Малдера находится в подвале здания ФБР. Он увешан фотографиями, газетными вырезками и другими материалами, посвящёнными теориям заговора, внеземной жизни и различным сверхъестественным явлениям. Среди них фото обезьяны де Луа, статья о Дуэйне Берри, бейсболка Макса Фенига с логотипом NICAP, а также знаменитый постер с изображением «летающей тарелки» и надписью «Хочу верить».
В процессе работы Малдер часто вступал в конфликты со своим руководством, особенно со своим непосредственным начальником — помощником директора ФБР Уолтером Скиннером, который долгое время относился к работе Малдера скептически. Вообще, и руководители и коллеги часто относились к Малдеру как к многообещающему в прошлом агенту, пустившему свою карьеру под откос ради «охоты на зелёных человечков».
Малдер часто проводил свои расследования с вопиющими нарушениями установленных правил, зачастую даже нарушал закон. Он обвинял администрацию Бюро в сокрытии правды, незаконно проникал на военные базы и другие засекреченные объекты, неоднократно подвергался взысканиям и отстранению от работы. Частенько рисковал остаться вовсе без работы, однако обычно выпутывался с помощью различных покровителей.
В течение своей работы Малдер постоянно сталкивался с сопротивлением Курильщика и Консорциума. Впрочем, иногда заговорщики даже снабжали его информацией, но он старался ни на секунду не забывать, что это может быть попыткой ввести его в заблуждение.
У Малдера было много информаторов. Первым из самых значительных был Глубокая Глотка, высокопоставленный чиновник и член Консорциума. После его смерти ему на смену пришёл Икс, а позднее Марита Коваррубиас. Малдеру также покровительствовал сенатор Ричард Матесон.
В 2000 году у Малдера было обнаружено неизвестное заболевание мозга, от которого он едва не умер, но излечился после похищения его инопланетянами.

#### 8—9 сезоны
В 2000 году Малдер был похищен пришельцами («Реквием» 7 сезон, 22 серия) и возвращён на Землю через несколько месяцев почти мёртвым. Он не подавал абсолютно никаких признаков жизни, его тело разлагалось, и его похоронили. Через три месяца рыбаки выловили в Атлантическом Океане тело Билли Майлса, пропавшего в то же время, что и Малдер. Майлс оказался жив, и это натолкнуло Скиннера на мысль о том, что Малдер, когда его нашли, тоже мог быть живым. Вместе с Доггетом они эксгумировали тело и обнаружили, что что-то до сих пор поддерживает жизнь Малдера. Как оказалось, он был заражён инопланетным вирусом, который поддерживал в нём жизнь и должен был превратить его в инопланетного суперсолдата, но Скалли нашла способ спасти его. На короткое время он вернулся к работе, но вскоре был уволен новоназначенным заместителем директора Кёршем. Вскоре после того, как у Скалли родился сын Уильям, Фоксу, по настоянию Кёрша, пришлось скрыться от преследования со стороны суперсолдат и не раскрывать своего местоположения никому — даже Скалли. Малдер скрывался в Нью-Мексико, где после года в изгнании добыл важную информацию о дате начала запланированной колонизации Земли (22 декабря 2012 года), однако был схвачен и отдан под военный трибунал за убийство Ноула Рорера (бывшего информатора и знакомого Доггета). Несмотря на защиту со множеством свидетелей, организованную Скиннером, судьи (среди которых был, как минимум, один суперсолдат) приговорили Малдера к смертной казни. С помощью нескольких людей, включая Кёрша и призрака Алекса Крайчека, Малдер совершил побег и скрылся вместе со Скалли. В конце сериала Малдер и Скалли скрываются, будучи «официально» объявленными мёртвыми.

### Фильмы
Фильм «Секретные материалы: Хочу верить» частично раскрывает дальнейшую судьбу Фокса Малдера. Спустя шесть лет после трибунала и побега Малдер, через Скалли, получил просьбу из ФБР о помощи в поиске пропавшего агента. В обмен на помощь с Малдера обещали снять все обвинения. Малдер какое-то время колебался и подозревал, что это ловушка, но всё же согласился. Только теперь Малдер избавился от необходимости прятаться.

## Отношения

### Семья
У Малдера были довольно натянутые отношения с родителями и отнюдь не благодаря «Секретным материалам». Поначалу он и понятия не имел, что его отец вовлечён в заговор и связан с исчезновением Саманты. Билл Малдер, разочарованный теневым правительством и своей ролью в нём, решил рассказать Фоксу обо всём, но был застрелен Алексом Крайчеком, штатным убийцей Консорциума, прежде чем успел поведать хоть что-то. В течение последующих нескольких лет Малдер претерпел несколько конфликтов с матерью, пытаясь выведать, что она знала о делах отца. В 2000 году Тина Малдер покончила с собой.
В течение последних лет работы над «Секретными материалами» Малдер испытывал сильные сомнения по поводу того, является ли вообще Билл Малдер его отцом. Он пришёл к выводу о возможных отношениях между его матерью и Курильщиком («Девочка, встань»), результатом которых могло стать рождение либо Саманты, либо самого Фокса. Позднее он получил и другие подтверждения этой версии. Джеффри Спендер, сын Курильщика, как-то назвал Малдера единокровным братом. Курильщик называл Малдера своим сыном также в шестом сезоне, то же самое повторяла и Диана Фоули. А в девятом сезоне («Уильям») выяснилось, что у Малдера и Спендера сходные ДНК.
Отношения Малдера с его сестрой Самантой, являются, в некоторой степени, одной из главных линий сериала, несмотря на то, что настоящая Саманта появляется, в основном, только в снах и воспоминаниях. В этих воспоминаниях они попеременно то относятся друг к другу с нежностью, то ссорятся, но можно заключить, что Малдер с Самантой были близки. Они проводили вместе время, играли, катались на велосипедах, смотрели телевизор. Когда она исчезла, Малдеру было 12 лет, и страстное желание раскрыть тайну её исчезновения стало главным стремлением его жизни. На протяжении всего сериала он несколько раз встречается то со взрослой Самантой, то с её детскими ипостасями, но каждый раз обнаруживается, что это лишь её клоны. Постепенно Малдер выясняет, что после похищения Саманту вернули, и она с детства была воспитана Курильщиком, называла его своим отцом. В 7-м сезоне Малдер узнаёт, что Саманта сбежала от Курильщика в 1979 году, когда ей было 14 лет. Окончательно её след он теряет, когда обнаруживает, что Саманта таинственным образом исчезла из запертой палаты, и позже выясняет, что она стала жертвой «духовного вмешательства» неких существ «Walk-ins», которые спасают души от болезненных судеб. Хотя Малдер после этого и признаёт, что Саманта фактически мертва, но в «Хочу верить» он держит её фотографию на своём стенде с газетными вырезками о его деятельности в ФБР.

### Женщины
Хотя Малдер всего себя посвящал работе и вёл достаточно замкнутую жизнь, у него были романтические отношения с некоторыми женщинами, например, Фиби Грин, с которой он познакомился ещё в Оксфорде.
Когда Фокс только начинал работу над «Секретными Материалами», у него был роман с Дианой Фоули (познакомились в Академии ФБР), но вскоре она уехала в Европу. В 1998 году она возвращается, но их роман не возобновляется. В 1999 году Диану убивают.
За годы совместной работы между Малдером и Скалли стали развиваться тёплые чувства, долгое время остававшиеся невысказанными. Даже вернувшаяся в 1998 году из Европы Диана Фоули не смогла стать серьёзной помехой в их отношениях. В шестом сезоне сериала уже второстепенные персонажи замечают, что между Малдером и Скалли есть нечто большее, чем партнёрство и дружба. В седьмом сезоне (В восьмом сезоне, в эпизоде «Вручную» Скалли вспоминает об этом) после известия Скалли, что та может забеременеть благодаря искусственному оплодотворению, она просит Малдера помочь ей, и он соглашается. Но оплодотворение заканчивается неудачей. В эпизоде «Тысячелетие» они впервые целуются. В 7 сезоне уже присутствуют явные намеки на романтические отношения напарников (эпизод «Все вещи»). Рождение у Скалли сына Уильяма (названного в честь отца Малдера) ещё больше сближает их. О биологическом отцовстве Малдера заявляли режиссёры и сценаристы сериала (Фрэнк Спотниц). В 8 сезоне 15 серии объявляется, что биологическим отцом Уильяма является Малдер, и Уильям был зачат совершенно обычным образом, то есть не в результате искусственного оплодотворения. В 9 сезоне 16 серии «Уильям» Скалли пришлось отдать его на воспитание в другую семью, чтобы спасти его от суперсолдат. Малдер и Скалли не состоят в законном браке.
В 11 сезоне между Малдером и Скалли впервые случается «официальный» секс, а в конце сериала Дана объявляет, что она ждёт ребёнка от Фокса

### Друзья и враги
Ближайший друг Малдера — Дана Скалли, его напарник в ФБР. Она была приглашена руководством Малдера и заговорщиками с целью «развенчать его работу». Однако, вопреки первоначальным намерениям, она вскоре склоняется на сторону Малдера, желая, с помощью научного анализа, вызвать больше доверия к его работе. С годами их профессиональные и личные отношения развивались и усиливались. В большей части эпизодов они чисто платонические, однако в течение нескольких последних сезонов переросли в романтические. Малдер и Скалли всегда называли друг друга по фамилиям — Малдер терпеть не мог своё имя (как-то он говорил Дане: «Я даже родителей заставлял называть себя Малдером…»), сам же Фокс называл её так скорее по привычке.
Нуждаясь в дополнительной помощи, Малдер обращается к разнообразным друзьям и знакомым, обладающим познаниями в различных областях. Одинокие стрелки (Джон Фитцжеральд Баерс, Мелвин Фрохике и Ричард «Ринго» Лэнгли), трое компьютерных хакеров, занимающихся исследованиями в области конспирологии и изданием подпольной газеты «Одинокий Стрелок», посвященной этому же, наиболее близкие друзья Малдера после Скалли. Малдер обращается к Одиноким стрелкам в случае необходимости технической поддержки, и они, в свою очередь просят его о помощи, когда, зачастую, ситуация выходит за рамки их возможностей. Доктор Чарльз Берк это ещё один знакомый, который помогает Малдеру, когда его собственных познаний в области паранормального не хватает, чтобы раскрыть дело. Своим тайным информаторам из спецслужб, включая «Консорциум» Малдер, по вполне понятным причинам, не доверял полностью, следуя правилу «не доверяй никому» (trust no one — один из слоганов сериала). Однако, судя по эпизоду «Шестое Вымирание», Малдер достаточно тепло относился к Глубокой Глотке (погиб в эпизоде «Колба Эрленмейера»). Возможно, потому, что он был его первым информатором. Непосредственный начальник Малдера и Скалли Уолтер Скиннер поначалу также не вызывает у них доверия, но со временем они понимают, что, хотя он часто становится пешкой в руках заговорщиков, он на их стороне. Мальчик-телепат Гибсон Прэйс считает Малдера своим другом. В 9 сезоне он помогает Малдеру прятаться от суперсолдат в Нью-Мексико, а также свидетельствует в его пользу на трибунале над Малдером. Первая встреча с агентом Джоном Доггетом, который стал работать в «Секретных Материалах» после похищения Малдера и помог найти и спасти его, едва не обернулась дракой. Малдер крайне не доверял Доггетту, хотя тот относился к нему с уважением. Но череда опасных ситуаций, едва не стоивших обоим агентам жизни, сблизила их, и Малдер понял, что Доггетт — достойная замена ему в «Секретных Материалах».
Величайший враг Малдера — это Курильщик, который несмотря на очевидную злонамеренность, придерживается весьма высокого мнения о Малдере. Бывало, он откровенно издевался над тщетностью поисков Малдера, и, тем не менее, однажды заметил своему сыну Джеффри Спендеру: «По сравнению с Малдером ты полное ничтожество» (серия «Два отца»). Также Малдер враждует с Алексом Крайчеком, убийцей его отца; Крайчек одно время работал с Фоксом в качестве двойного агента одновременно ФБР и Консорциума, а будучи разоблачённым, исчез, чтобы периодически появляться в качестве убийцы на службе Консорциума или игрока с собственными целями. Впрочем, цели Крайчека не всегда были ясны. Иногда он даже помогал Малдеру, и даже после смерти являлся ему как призрак, чтобы помочь.

## Личность
Малдер известен своим сардоническим чувством юмора, сохраняющимся даже перед лицом грозных опасностей и удивительных происшествий, а его фирменные плоские шутки (большинство из которых сочинены на ходу Дэвидом Духовны), как правило, легкомысленны и циничны.
Он спортивен, интересуется бейсболом и баскетболом, его любимые команды это «Нью-Йорк Янкис» и «Нью-Йорк Никс». Бывает, сам играет в баскетбол, а также бросает баскетбольный мяч у себя дома, когда ему скучно. Регулярно занимается бегом.
О его национальности и религиозных убеждениях ничего точно неизвестно, однако фамилии его родителей и события фильма указывают на то, что они протестанты голландского происхождения. В восприятии Скалли он также принадлежит к христианам (во время своих галлюцинаций про смерть Малдера Скалли видит установленный над его гробом крест). В восьмом сезоне происходят ещё одни похороны Малдера, во время которых священнослужитель читает стихи из Нового Завета. Есть некоторые намёки на то, что Малдер еврей, как в эпизодах «Каддиш» и «Гонка», однако в сериале никогда не встречаются сцены семейных или общинных христианских или иудаистских церемоний с участием Фокса. Сам исполнитель роли Дэвид Духовны заметил, что представлял Малдера как еврея. В то же время, несмотря на веру в паранормальные явления, Малдер часто пренебрежительно относится к религии («Откровения», «Все души»). Однако в конце сериала Малдер с надеждой говорит о жизни после смерти и с благоговением прикасается к наперсному кресту Скалли. Это говорит о том, что как Скалли преодолела скептицизм и согласилась с верой Малдера в паранормальное, так и Малдер принял мысль о возможности существования Бога.
Малдер редко употребляет алкоголь, но уж если выпивает, то напивается допьяна. Любит смешивать водку с концентратом апельсинового сока («Сизигия»). Его знаменитая привычка грызть семечки подсолнуха, по его утверждению, перенята им от отца. В первом сезоне («Огонь») у него обнаруживается пирофобия (из-за пережитой в детстве трагедии со сгоревшим домом его друга), но в дальнейшем она никак не проявляется. Также он признаёт, что не любит насекомых («Война копрофагов»). В одном из эпизодов Малдер утверждает, что не различает красный и зелёный цвета («Сырой монтаж»).
У Малдера выдающаяся память, он называет это «проклятием фотографической памяти».
Малдер неодобрительно относится к использованию наркотиков в лечении психологических расстройств и заявляет, что он не фрейдианец, хотя сам использовал психотропные средства во время сеанса регрессивного гипноза, чтобы больше вспомнить о похищении сестры в детстве.